# Kirche Ischdaggen
Die Kirche in Ischdaggen (1938–1946: Branden) wurde 1737 aus Feldsteinen und Ziegeln errichtet und war bis 1945 evangelisches Gotteshaus im heute Lermontowo genannten Ort in der russischen Oblast Kaliningrad (Gebiet Königsberg (Preußen)). Heute stehen nur noch die Außenmauern der Kirche.

## Geographische Lage
Der Standort der Kirche ist abseits der Hauptstraße und etwas außerhalb des heutigen Ortes.
Bis 1945 gehörte der Ort zum Kreis Gumbinnen in der preußischen Provinz Ostpreußen. Heute ist er dem seit 2013 veränderten Stadtkreis Gussew (Gumbinnen) zugeordnet und war vorher eine „Siedlung“ (russisch: Possjolok) der Michailowskoje selskoje posselenije (Landgemeinde Michailowo (Eszerningken, 1936–1938 Escherningken, 1938–1946 Neupassau)).

## Kirchengebäude

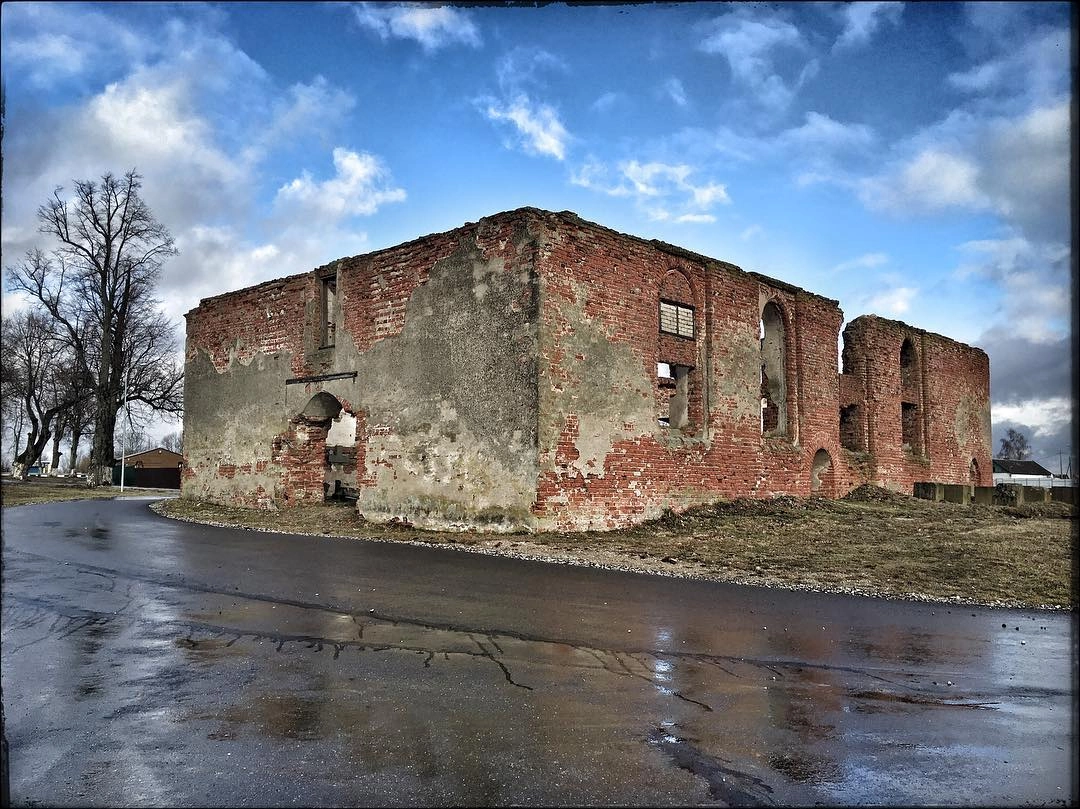
Ruine der Ischdaggener Kirche

Eine erste Pfarrkirche in Ischdaggen wurde 1630–1633 von Insterburg (heute russisch: Tschernjachowsk) aus erbaut. Sie soll weiter nördlich und dem Dorfe nähergestanden haben.
Bei der zweiten Kirche in Ischdaggen handelt es sich ursprünglich um einen rechteckigen Bau aus Feldsteinen und Ziegeln mit einem halbrunden Chor. Sie wurde im Jahre 1737 errichtet. Das Gotteshaus, das nie einen Kirchturm hatte, brannte 1807 ab, wurde aber wieder aufgebaut.
Innen war die Kirche mit einer flachen Holzdecke überspannt und durch Säulen gegliedert. Altar und Kanzel der alten Kirche vom beginnenden 17. Jahrhundert wurden in der neuen Kirche zu einem Kanzelaltar vereinigt. Der Altar hatte als Mittelbild eine Kreuzigungsgruppe, im Obergeschoss war die Grablegung dargestellt, in seiner Wirkung allerdings beeinträchtigt durch den Kanzelkorb.
Aus der Werkstatt des Kanzelaltars stammte auch ein Beichtstuhl. Die Orgel war ein 1833 geschaffenes Werk von Papendick aus Tilsit (heute russisch: Sowetsk). Die Glocken von 1831 und 1840 hingen im Dachstuhl.
Das Kirchengebäude kam nahezu unbeschädigt durch den Zweiten Weltkrieg, wurde danach jedoch durch Fremdnutzung stark in Mitleidenschaft gezogen. Bis in die 1990er Jahre als Lagerhalle genutzt, steht sie seit 1996 leer, ein Blechanbau zeugt immer noch von der Verwendung für irgendwelche Produktionszwecke. Jetzt stehen nur noch die Außenmauern der Kirche, die Fenster auf der Südseite und die Chorfenster sind zugemauert, der Chor selbst ist durch ein provisorisches Dach gesichert. Die Sakristei, die auf der Nordseite halbkreisförmig angebaut war, ist zerstört, die Vorhalle erhalten. Eine kirchliche Wiederbenutzung scheint völlig außer Betracht zu stehen.

## Kirchengemeinde
Erst im Jahre 1633 wurde Ischdaggen ein Kirchdorf mit Gebäude, Gemeinde und einer Pfarrstelle. Noch bis 1647 war es ein Filialort der Kirchengemeinde zu Nemmersdorf (heute russisch: Majakowskoje), die damals schon und bis 1945 wie dann auch Ischdaggen zum Kirchenkreis Gumbinnen (Gussew) in der Kirchenprovinz Ostpreußen der Kirche der Altpreußischen Union gehörte. Bis zum Jahre 1874 wurden die Predigten in der Kirche in Ischdaggen auch in Litauisch gehalten.
Im Jahre 1925 gehörten zum Kirchspiel Ischdaggen 3.500 Gemeindeglieder, die in 24 Orten und Ortschaften lebten.
Aufgrund von Flucht und Vertreibung der einheimischen Bevölkerung im Zusammenhang mit dem Krieg kam das kirchliche Leben im heutigen Lermontowo zum Erliegen. Erst in den 1990er Jahren bildeten sich in der Oblast Kaliningrad wieder neue evangelisch-lutherische Gemeinden. Die Lermontowo am nächsten gelegene ist die der Salzburger Kirche in Gussew (Gumbinnen). Sie gehört zur Propstei Kaliningrad der Evangelisch-lutherischen Kirche Europäisches Russland.

### Kirchspielorte
Zum Kirchspiel der Kirche Ischdaggen gehörten (* = Schulorte):
| Deutscher Name       | Name (1938–1946)       | Russischer Name   |  | Deutscher Name                        | Name (1938–1946) | Russischer Name           |
| -------------------- | ---------------------- | ----------------- |  | ------------------------------------- | ---------------- | ------------------------- |
| Berszienen           | seit 1936: Berschienen | Lawrowo           |  | Laugallen                             | Heubude          | Bugry                     |
| *Florkehmen          | Florhof                | Mirnoje           |  | Norbuden                              |                  | Poretschje                |
| Groß Gaudischkehmen  | Großgauden             | Krasnopoljanskoje |  | *Pendrinnen                           | Pendersdorf      | Iwanowka                  |
| *Groß Wersmeningken  | Großstangenwald        | Sarja             |  | Purpesseln                            | Auenhof          | Parkowoje, jetzt: Podduby |
| *Ischdaggen          | Branden                | Lermontowo        |  | Purwienen                             | Altweiler        | Stepnoje                  |
| Jodupchen            | Mittenfelde            | Apotschka         |  | *Rudupönen                            | Ringfließ        | Piroschkowo               |
| Jodszleidszen        | Altlinden              |                   |  | Sabadszuhnen 1936–1938: Sabadschuhnen | Bergenbrück      |                           |
| *Kaimelau            |                        | Mirnoje           |  | Schilleningken                        | Kaimelskrug      | Cholmy                    |
| *Kampischkehmen      | Angereck               | Sinjawino         |  | Schlappacken                          | Krausenbrück     |                           |
| Klein Gaudischkehmen | Kleingauden            | Sarubino          |  | Semkuhnen                             | Hohenwerder      | Beregowoje                |
| Klein Wersmeningken  | Kleinstangenwald       |                   |  | Uszupönen 1936–1938: Uschupönen       | Moorhof          | Saretschje                |
| *Kubbeln             |                        | Podduby           |  | Wingeningken                          | Vierhufen        |                           |

### Pfarrer
Zwischen 1633 und 1945 amtierten in Ischdaggen/Branden 19 evangelische Geistliche:
| - Georg Beyer, bis 1647 - Friedrich Aldus, 1647–1650 - Theophilus Schultz, 1650–1662 - Jacob Perkuhn d. Ä., 1662–1709 - Jacob Perkuhn d. J., 1689–1690 - Friedrich Perkuhn, 1694–1710 - Peter Schönberg, 1710–1716 - Michael Frank, 1716–1743 - Reinhold Gottfried Krause, 1744–1758 - Georg Friedrich Witte, 1758–1760 | - Christian Gottlieb Horn, 1760–1778 - Friedrich E. Arnoldt, 1778–1805 - Johann Friedrich Hohlfeld, 1806–1829 - Friedrich Kalau, 1829–1861 - Johann Chr. Hennig, 1862–1877 - Johann Friedrich Eckert, 1878–1903 - Ernst Otto Schultz, 1903–1913 - Heinrich Borowski, 1913–1934 - Kurt Kohn, 1935–1945 |